# Полиграф
Эта статья о приборе для оценки достоверности сообщённой информации. Его следует отличать от полиграфа в целом — многоканальной системы записи физиологических процессов.
Полигра́ф, или "детектор лжи" — техническое средство, используемое при проведении инструментальных психофизиологических исследований для синхронной регистрации параметров дыхания, сердечно-сосудистой активности, электрического сопротивления кожи, а также, при наличии необходимости и возможности, других физиологических параметров с последующим представлением результатов регистрации этих параметров в аналоговом или цифровом виде, предназначенном для оценки достоверности сообщаемой информации.
Предпосылкой для создания полиграфа стала идея о том, что ложь человека вызывает у него эмоциональную реакцию, следовательно, сопровождается измеримыми психофизиологическими проявлениями. Например, стресс, вызванный ложью, увеличит потоотделение и, вместе с этим, проводимость кожи. Однако нет никаких специфических физиологических реакций, связанных с ложью.
Научное сообщество, имея необходимый опыт для оценки полиграфических процедур, считает полиграфологию лженаукой.. Биолог Александр Панчин считает: "Сейчас можно уверенно сказать, что пока надёжного детектора лжи никто ещё не создал. Поэтому давайте начнём с того, что перестанем называть полиграф «детектором лжи.»"
Полиграфические тесты во многих странах, например, в Великобритании, Германии и Австралии, запрещены для использования в судах из-за их сомнительной надёжности. В Великобритании результаты полиграфа не принимаются в уголовных судах, поскольку считаются ненадёжными и научно не доказанными. Их использование ограничено лишь особыми случаями, например, для наблюдения за осуждёнными после освобождения. В Германии Федеральный суд постановил, что результаты полиграфов недопустимы в суде, так как они не могут считаться надёжным доказательством.
Несмотря на то, что NAS обнаружил «высокий уровень ложных срабатываний», он продолжает использоваться.
Когда человек лжёт (то есть сознательно произносит ложь с намерением обмануть), уровень возбуждения нашего мозга повышается из-за катехоламиновой реакции, которая запускается автономной нервной системой. Эта система также отвечает за другие изменения тела, которые могут быть легко обнаружены с помощью тестов на детекторе лжи, включая модуляцию голоса, которая может быть обнаружена с помощью «анализаторов голосового напряжения», мидриаз зрачка, увеличения в дыхательной и сердечной частоте, и изменения проводимости кожи (электродермическая реакция). Однако, эти физиологические показатели отражают скорее эмоциональное возмущение, чем когнитивный акт лжи. Таким образом, эти показатели не могут быть достоверно использованы для выявления обмана.
Ложь является одним из самых сложных и требовательных достижений человеческого мозга. Люди с определенными типами травм лобных долей могут быть не в состоянии лгать. Повышенная активность в префронтальной коре головного мозга может быть показателем процесса, посредством которого мы принимаем решение лгать или нет, но она ничего не говорит нам о самой лжи. Активность мозга у людей, говорящих неправду, еще предстоит выяснить.
Помимо полиграфа, существуют другие методы детекции лжи.

## История
Необходимость выявления лжи возникла с того момента, когда человек начал объединяться в сообщества. Эту задачу, как правило, решали наиболее мудрые члены сообщества — вожди, старейшины, судьи. Из истории известно, что у разных народов были выработаны разнообразные специальные техники и ритуалы для распознания обмана и изобличения лжеца.
Уже в те далёкие времена было замечено, что у совершившего преступление человека, из-за страха перед возможным разоблачением, происходят различные изменения физиологических функций. Например, в Древнем Китае подозреваемый в преступлении подвергался испытанию рисом: он должен был набрать в рот горсть сухого риса и выслушать обвинение. Считалось, что если рис оставался во рту сухим (от страха разоблачения приостанавливалось слюноотделение) — вина подозреваемого доказана.
В Древней Индии, когда подозреваемому называли нейтральные и критические слова, связанные с деталями преступления, он должен был отвечать первым пришедшим ему в голову словом и одновременно тихо ударять в гонг. Как правило, ответ на критическое слово сопровождался более сильным ударом.
В Африке колдун предлагал подозреваемым взять в руки небольшое птичье яйцо, его скорлупа была очень нежной, и при малейшем нажиме яйцо могло быть раздавлено. Подозреваемым предлагалось передавать яйцо друг другу, — предполагалось, что виновный не выдержит тест и раздавит яйцо и тем самым изобличит себя.
Анализируя все эти приёмы и техники, можно сделать вывод о том, что наблюдатели прибегали к наблюдению за динамикой отдельных физиологических процессов (слюноотделение, двигательная активность рук). В качестве чувствительных регистраторов физиологических изменений использовались горсть риса, специально подобранное яйцо с хрупкой скорлупой, гонг или что-либо иное.
Реакция острых психических переживаний человека может проявляться и во многих других физиологических процессах. Например, сам принцип диагностики по пульсу уже был хорошо известен с древнейших времён в кругу образованных людей.
История инструментальной детекции лжи берёт своё начало с работ итальянского физиолога Анджело Моссо, который в 1877 году при помощи плетизмографа (прибор для измерения кровенаполнения сосудов и изменений пульса) установил, что предъявление исследуемому образов, внушающих страх, отражается на частоте сердцебиения.
Первый практический опыт применения подобных инструментов в целях выявления лжи принадлежит известному итальянскому криминалисту Чезаре Ломброзо. Уже в 1881 году при проведении допросов подозреваемых в совершении преступлений он использовал гидросфигмограф — устройство, с помощью которого на диаграмму (граф) фиксировались изменения кровяного давления допрашиваемого, что позволяло проводить в дальнейшем их детальный анализ.
В 1895 году в своей книге «Преступный человек» Чезаре Ломброзо описал положительный практический опыт применения гидросфигмографа в ходе проверки фигуранта по уголовному делу об ограблении. Проведя исследование, он не зафиксировал видимых изменений динамики артериального давления в ответ на предъявление стимулов, связанных с расследуемым ограблением, и в то же время обнаружил падение артериального давления в ответ на вопросы по другому делу, связанному с хищением паспортов, что в дальнейшем нашло своё подтверждение.
В 1902 году Ч. Ломброзо был привлечён к расследованию уголовного дела об изнасиловании и убийстве девочки и в ходе допроса подозреваемого вновь применил гидроплетизиограф. Анализируя полученные данные, Ломброзо обнаружил незначительные изменения в пульсе допрашиваемого, когда тот делал в уме различные математические вычисления. Однако когда подозреваемому предъявлялись изображения израненных детей, регистрируемая запись пульса не показывала никаких внезапных изменений, в том числе и на фотографию убитой девочки. Результаты последующего расследования убедительно доказали, что данный подозреваемый был невиновен в этом преступлении.
А. Моссо, работая совместно с Ч. Ломброзо, также обнаружил, что в ответ на предъявление различных стимулов меняется модель дыхания. В 1914 году профессор австрийского университета в Граце итальянец Витторио Бенусси, изучающий проблемы психофизики, опубликовал данные своих исследований динамики процесса дыхания, показывающие, что частота и глубина дыхательных циклов и отношение продолжительности вдоха к продолжительности выдоха меняется, когда обследуемый лжёт.
Однако, изобретателем полиграфа считается Уильям Марстон (Марстон, Уильям). После окончания Университета Уильям Марстон поступает в аспирантуру Гарварда, где решает посвятить себя изучению поведения людей и его связи с физиологическими процессами в организме. В рамках изучения поведения людей он разрабатывает тест на определение лжи по показаниям систолического давления крови (это составило тему докторской диссертации). Уильям Марстон разрабатывает тест и прибор для проведения исследований, который потом назовут полиграфом.
Марстон выбирает тему диссертации, связанную с созданием психологического теста на определение лживости высказываний и связи эмоций человека с физиологическими процессами, происходящими внутри организма. Ему для этого требуются исследования.
Для создания теста и аппаратуры Марстон берёт кредит. Жена Марстона Элизабет помогает мужу сделать тест, подбрасывая идею о том, что «когда она сердится или взволнована, её давление крови поднимается». После того как Уильям Марстон взял кредит, он организует лабораторию, где вместе с ним работает и его жена (имеется семейная фотография в лаборатории за 1920 год). На деньги, взятые в кредит, Марстон создаёт полиграф (детектор лжи). Его полиграф сначала напоминал кардиограф, так как регистрировал давление крови. Впоследствии полиграф стал прообразом «лассо правды» в его комиксах «Чудо-женщина» и создания теории феминизма.
Есть ещё мнение, что первый прообраз современного полиграфа был сконструирован в 1921 году сотрудником полиции штата Калифорния Джоном Ларсоном. Аппарат Ларсона одновременно регистрировал изменения динамики артериального давления, пульса и дыхания и систематически применялся им при расследовании преступлений.
«В 1925 году студент Стандфордского (sic!) университета Леонард Килер совместил в одной установке обычный кардиограф (аппарат, записывающий электрические токи сердца), сфигмоманометр (определяющий давление крови), пневмограф (записывающий амплитуду и частоту дыхания) и гальванометр (измеряющий проводимость кожи). Изобретатель-недоучка уверял, что его установка сразу определяет, говорит ли человек правду или лжёт.
На первых порах это дикое „изобретение“ было использовано как… измеритель силы любви. Американская реклама навязчиво стала рекомендовать молодым людям, прежде чем вступать в брак, „проверить“ с помощью „полиграфа“, как назван был этот прибор, „силу взаимных чувств“.
…
Уже несколько лет Килер является „почётным профессором криминалистики“. Многие тысячи обвиняемых сидели за его аппаратом, 600 из них попали в тюрьму и на электрический стул только на основании показаний этого прибора».
В 1933 году Леонард Килер — ученик Д. Ларсона и сотрудник лаборатории научных методов раскрытия преступлений при Северо-западном Университете — сконструировал полевой переносной полиграф, в конструкцию которого был добавлен канал измерения сопротивления кожи. В дальнейшем Л. Килер организовал серийный выпуск таких полиграфов.
В России методом инструментальной детекции лжи с использованием полиграфа занимались в основном в 30-й лаборатории КГБ, которую на то время возглавлял Юрий Константинович Азаров. В 1979 году в СССР детекцией лжи профессионально и официально занималось от силы десять человек. Фундаментальных знаний получить было особенно не у кого, поэтому опыт приобретался методом проб и ошибок. В настоящее время ведущими полиграфологами Российской Федерации являются выходцы из этой лаборатории — это Валерий Владимирович Коровин, Александр Петрович Сошников, Леонид Георгиевич Алексеев и Виктор Николаевич Федоренко. В настоящее время каждый из полиграфологов является руководителем собственной школы, истоки которой идут с времён КГБ СССР. В СССР устройство называлось «анализатор стресса по голосу».
Новейшая история развития полиграфа в России связана с рядом других имён и содержит несколько знаковых событий. В конце 1989 года МВД с целью изучения перспективы внедрения полиграфа в деятельность органов внутренних дел была создана рабочая группа, состоявшая из сотрудников Центрального аппарата.
В марте 1990 года члены группы Владимир Васильевич Гордиенко (в то время начальник отдела Главного управления уголовного розыска МВД СССР) и Сергей Викторович Игнатов (начальник одной из кафедр Академии МВД СССР) были откомандированы в Польшу для ознакомления с положительным опытом иностранных коллег в области применения полиграфа при раскрытии преступлений.
В результате проведенной работы был сделан вывод о целесообразности применения полиграфа в системе МВД. В период 1990—1991 гг. происходит сближение позиций руководителей КГБ СССР и МВД СССР по вопросам применения полиграфа в деятельности указанных ведомств, и по просьбе руководства органов внутренних дел зимой 1991 года в одном из закрытых НИИ Комитета государственной безопасности началась теоретическая и практическая подготовка группы сотрудников МВД СССР.
В практике российских правоохранительных органов данные испытаний на детекторе лжи в качестве доказательства по уголовному делу впервые были использованы в 1992 году при расследовании убийства жены и детей дипломата Бориса Семёнова.
28 декабря 1994 года был подписан приказ МВД России «Об утверждении инструкции о порядке использования полиграфа при опросе граждан». Этот день можно считать началом новейшего периода развития отечественной «детекции лжи», в ходе которого технологии полиграфных проверок, носившие до этого момента келейный характер, трансформировались в открытую и динамично развивающуюся высокотехнологичную индустрию.
На основании этого и последовавших за ним других приказов в системе органов внутренних дел стало возможным гласно и на законных основаниях проводить полиграфные опросы граждан в ходе расследования уголовных дел.
Первым руководителем специализированного подразделения центрального аппарата МВД стал Сергей Николаевич Зерин, которому удалось объединить вокруг себя группу молодых энтузиастов (С. В. Поповичев, П. И. Юдин и др.). Они же организовали работу по подготовке специалистов на базе одного из закрытых Главков МВД.
В это же время во ВНИИ МВД был организован профильный (А. И. Скрыпников, И. С. Зубрилова и др.) отдел, на который так же была возложена задача подготовки специалистов-полиграфологов для нужд Министерства.
Окончательно сложившаяся система подготовки специалистов для нужд МВД связана с появлением школы полиграфологов на базе одной из закрытых кафедр Всероссийского института повышения квалификации сотрудников органов внутренних дел. Непосредственное участие в создании курсов принимал сотрудник УОТМ МВД РФ Барышев Олег Васильевич и коммерческие специалисты, в прошлом также сотрудники МВД, Оглоблин Святослав Игоревич и Молчанов Андрей Юрьевич. Последний на протяжении нескольких лет являлся ведущим преподавателем и разработчиком теоретических и методологических основ курса. Именно в этот период подготовка профильных специалистов для правоохранительных органов приобрела массовый и системный характер.
Решающий прорыв в сфере подготовки полиграфологов для оказания услуг частному предпринимательству был связан с основанием в 2002 году московской коммерческой школы подготовки полиграфологов. Школа была организована при непосредственном участии начальника отдела Института криминалистики ФСБ России, известнейшего специалиста, учёного и методолога Холодного Юрия Ивановича, бессменным руководителем школы являлся Молчанов Андрей Юрьевич.
Оценку событиям того периода можно выразить словами Ю. И. Холодного о том, что история полиграфа в России вступила «в свой следующий этап широкого признания и внедрения метода <…> в различные сферы государства и общества».

## Общая характеристика
Полиграфы по способу фиксации данных подразделяются на:
- аналоговые (перьевые, чернильно-пишущие, традиционные), в которых запись данных производится на диаграммной бумаге;
- цифровые (компьютерные, электронные) — запись осуществляется на электронном носителе с помощью персонального компьютера.

Современный компьютерный полиграф представляет собой переносной персональный компьютер с сенсорным блоком и регистрирующими датчиками.
Сенсорный блок предназначен для снятия сигналов с датчиков, регистрирующих параметры физиологических процессов, усиления и фильтрации сигналов от этих датчиков, преобразования их в цифровые коды и последующего ввода в компьютер (чаще всего ноутбук).
Для регистрации физиологических данных используются следующие датчики:
- верхнего (грудного) и нижнего (диафрагмального или брюшного) дыхания;
- сердечно-сосудистой активности: артериального давления и/или пульса, кровенаполнения сосудов;
- электропроводности кожи (сопротивления кожи, кожно-гальванического рефлекса).

Одновременный контроль указанных физиологических процессов в ходе психофизиологического исследования является строго обязательным: согласно существующим международным стандартам, исключение из контроля хотя бы одного из этих процессов делает процедуру проверки на полиграфе невалидной.
Остальные датчики, включаемые в комплектность разных типов и моделей полиграфов, несут вспомогательную функцию. Так, датчики тремора (двигательной активности) и голоса могут использоваться для фиксации артефактов: движения обследуемого и внешних шумовых помех соответственно. Голосовой датчик (микрофон) также может использоваться для более точной фиксации моментов вопроса-ответа и для записи фонограммы допроса.
Области применения полиграфа:
1. Расследования (выяснение отношения к совершённому событию или выявление достоверности свидетельских показаний относительно совершённого противоправного действия);
2. Скрининговые расследования[18] (профилактические проверки трудоустраивающихся граждан, либо уже работающего персонала на выявление факторов риска, например, злоупотребление алкоголем, долги и кредиты, хищения, гомосексуализм и т. д., способных негативно отразиться на деятельности компании или служебного подразделения).

Стимулы (вопросы), используемые в тестах (классификация В. В. Коровина):
1. Основные: проверочные (ПВ), контрольные вопросы (КВ).
2. Вспомогательные: нейтральные (НВ), жертвенно-проверочные (ЖПВ), симптоматические (СМТ), вопросы комплекса вины (ВКВ).

В своей практике полиграфологи при составлении вопросов руководствуются следующими правилами:
1. Чёткое, ясное, понятное содержание вопроса, исключающее двойное толкование. Формулировка вопроса должна быть такая, чтобы необходимость пояснять что-то в вопросе была минимальна.
2. В вопросе не должно быть лишних слов.
3. Вопрос содержит понятную для обследуемого лексику.
4. Формулировка вопроса должна предполагать односложный ответ — «да» или «нет».
5. Ключевые слова в вопросе должны находиться в конце («Деньги из сейфа украли Вы?»).
6. В вопросах не должно быть оскорблений и понятий вроде «нравится», или «любите».
7. Вопрос должен формулироваться короче. Чем длиннее вопрос, тем сложнее найти точку начала реакции. Если невозможно вопрос сократить, то нужно «договориться» с обследуемым о более коротких формулировках в предтестовой беседе: • Озвучить вопрос целиком; • Объяснить смысл этого вопроса, что имеется в виду под формулировкой; • Озвучить вопрос так, как он будет звучать в процессе тестирования.
8. Тест может содержать от 4 до 15, но не более 20 вопросов.
9. Любой тест должен предъявляться не менее 2 раз, но и не более 4.
10. Все вопросы перед предъявлением на полиграфе должны быть обсуждены с обследуемым до полного их понимания.

## Назначение
В соответствии с определением, полиграф предназначен для регистрации и записи физиологических параметров, регистрируемых у объекта в процессе психофизиологического исследования. Результат записи параметров на бумажном или электронном носителе называется полиграммой.
Общая структура полиграммы состоит из следующих компонентов:
- фон;
- реакция;
- артефакт.

Фон — состояние физиологических процессов в организме человека, пребывающего в условиях покоя (при проведении психофизиологического исследования под покоем подразумевается состояние спокойно сидящего человека, которому не задают вопросы). Фон характеризуется относительной стабильностью протекающих процессов и представляет собой некоторую физиологическую норму, свойственную конкретному человеку в отсутствие дестабилизирующих воздействий.
Реакция — это заметное (в условиях осуществляемого наблюдения) изменение динамики регистрируемого физиологического процесса в ответ на стимул (вопрос, предмет или изображение предмета), предъявляемый в ходе психофизиологического исследования. В зависимости от индивидуальных особенностей организма человека при развитии реакции можно наблюдать усиление, ослабление или стабилизацию динамики конкретной функции. У некоторых людей реакции могут иметь комплексный характер: вслед за быстрыми изменениями физиологического процесса (собственно реакцией на стимул) происходит последующее продолжительное изменение его динамики, то есть так называемая реакция облегчения.
Артефакт — заметное (по сравнению с фоном) изменение динамики контролируемого физиологического процесса, непосредственно не связанное с предъявляемыми в ходе психофизиологического исследования стимулами и обусловленное воздействием экзогенных (внешних) и эндогенных (внутренних) дестабилизирующих факторов. К эндогенным факторам относятся умышленные или неумышленные движения обследуемого, кашель, внезапные болевые ощущения и т. п., к экзогенным — в основном, внешние шумовые помехи.
Физиологические реакции, регистрируемые в ходе исследования, не обладают специфичностью, то есть по их информативным признакам нельзя точно установить природу вызвавшего их процесса (положительная или отрицательная эмоция, ложь, испуг, боль, какие-либо ассоциации и т. д.). Единственная объективная характеристика физиологической реакции — её устойчивая выраженность в ответ на предъявление ситуативно значимого стимула.
В настоящее время не существует статистически достоверных данных, однозначно указывающих на какую-либо универсальную информационную ценность для итогов психофизиологического исследования какого-то одного физиологического процесса, либо отдельного его параметра.

## Критика
В случае возможной ошибки в измерениях или интерпретации (обработки) данных может быть нанесён значительный моральный или материальный ущерб. Критики метода усматривают в нём слишком упрощённую, механическую схему интерпретации реакций человеческого организма на внешние раздражители, кроме того во время экспертизы могут быть не учтены различные факторы, влияющие на основные показатели
В ряде стран данные, полученные при помощи психофизиологических опросов, не рассматриваются судами в качестве доказательств (в Германии и Польше).
В Бельгии, где он используется в качестве метода допроса с 2001 года, он является лишь показанием для следователей и магистрата, но не имеет более юридической ценности.
Во Франции детектор лжи не является доказательством в суде и поэтому не используется даже при допросах.
Верховный Суд США в своём решении United States v. Scheffer (1998) постановил, что вопрос о том, можно ли использовать результаты данных полиграфа в качестве доказательств в судебных процессах, должен решаться самостоятельно в юрисдикциях штатов и округов. Постановление Верховного Суда США 1998 года оставило в силе государственные ограничения на использование полиграфа в судебных разбирательствах, и сегодня большинство штатов полностью запрещают его.

### Факторы, влияющие на конечный результат психофизиологического исследования
- Образование полиграфолога — по международным стандартам полиграфолог обязан учиться по очной форме не менее 400 часов в аудитории. В Российской Федерации право на осуществление нового вида деятельности дает дополнительное образование на базе высшего от 500 до 1000 часов, подтверждением которого является диплом. Уровень образования является ключевым фактором при проведении психофизиологического исследования с применением полиграфа.
- Ошибочная интерпретация результатов — детектор измеряет не ложь, а изменение физиологических реакций организма, свидетельствующих о значимости предъявляемых стимулов для исследуемого лица. При несоблюдении специалистом существующих методик и базовых принципов проведения исследований данный фактор может приводить к ошибкам.
- Предубеждение исследуемого лица — реакции организма отражают не истинность фактов, а всего лишь веру испытуемого в их истинность или ложность. Испытуемый может думать, что его знание правдиво, хотя на самом деле оно не отражает объективной реальности.
- Предубеждение полиграфолога — так как данные, полученные при помощи полиграфа, могут интерпретироваться весьма широко, то в случаях, когда эксперт имеет предубеждение по отношению к тестируемому, существует опасность ложного вывода.
- Противодействие  — утверждается, что существуют методы, при которых тестируемый может влиять на показания, используя различные манипуляции, незамечаемые специалистом. В частности, для военнослужащих армии США и НАТО существует программа R2I (англ. Resistance to interrogation).
- Состояние проверяемого лица — физическое или психологическое истощение исследуемого лица. Наличие у исследуемого лица психического расстройства или фазы обострения заболевания, связанного с нарушением деятельности сердечно-сосудистой либо дыхательной системы. Нахождение исследуемого лица в состоянии алкогольного или наркотического опьянения, регулярное употребление исследуемым лицом сильнодействующих лекарственных препаратов или психоактивных веществ, наличие у исследуемого лица болевого синдрома, связанного с обострением какого-либо заболевания, а также нахождение женщины во второй половине периода беременности. Возраст исследуемого лица менее 14-18 лет.

### Отчёт 2003 года Национальной академии наук США
В 2003 году Национальная академия наук США опубликовала отчёт «Полиграф и выявление лжи». Академия наук обнаружила, что большинство исследований с применением полиграфа были «ненадёжны, ненаучны и предвзяты». После проведения экспериментов было установлено, что проверка на полиграфе большого количества людей в отношении различных событий (например, при приёме на работу) даёт результат ничем не лучше, чем случайное угадывание. В то же время, тестирование небольшого количества людей в отношении определённого произошедшего события (например, конкретного преступления) даёт достоверность распознавания лжи «выше, чем случайное угадывание».

## Альтернативные методы выявления лжи
- Детектор лжи по голосу. Широко распространён, но критикуется специалистами[24].
- Определение лжи верификатором по физиологическим признакам, в основном по мимике, с применением дополнительного оборудования или без него. Метод детально рассмотрен американским профессором Полом Экманом, в том числе в его книге «Психология лжи» и основан на допущении автора о единообразии реакций мышц лица человека, и как следствие изменений мимики, на различные эмоции.
- Сыворотка правды.